# Xcode
Xcode là bộ phát triển phần mềm tích hợp được Apple phát triển chạy trên hệ điều hành Mac để các lập trình viên có thể phát triển phần mềm chạy trên hệ điều hành Mac và iOS. Phiên bản đầu tiên của Xcode được phát hành vào năm 2003 và phiên bản ổn định hiện tại là 12.5.1 được phát hành vào năm ngày 21 tháng 6 năm 2021. Xcode được phát hành miễn phí cho người dùng Mac download thông qua chợ ứng dụng App Store.